# Giro dell'Umbria 1983
Il Giro dell'Umbria 1983, quarantaduesima edizione della corsa, si svolse il 21 agosto 1983. La vittoria fu appannaggio dell'italiano Francesco Moser il quale precedette lo spagnolo Marino Lejarreta ed il connazionale Gianbattista Baronchelli.

## Ordine d'arrivo (Top 10)
| Pos. | Corridore                | Squadra                  | Tempo |
| ---- | ------------------------ | ------------------------ | ----- |
| 1    | Francesco Moser          | Gis Gelati-Campagnolo    | ?     |
| 2    | Marino Lejarreta         | Alfa Lum-Olmo            | ?     |
| 3    | Gianbattista Baronchelli | Sammontana-Campagnolo    | ?     |
| 4    | Emanuele Bombini         | Malvor-Bottecchia        | ?     |
| 5    | Sven-Åke Nilsson         | Termolan-Galli-CIÖCC     | ?     |
| 6    | Claudio Torelli          | Sammontana-Campagnolo    | ?     |
| 7    | Marco Franceschini       | Metauro Mobili-Pinarello | ?     |
| 8    | Luciano Loro             | Inoxpran-Lumenflon       | ?     |
| 9    | Serge Demierre           | Cilo-Aufina              | ?     |
| 10   | Orlando Maini            | Alfa Lum-Olmo            | ?     |